# Катастрофа Ли-2 на хребте Каратау
Катастрофа Ли-2 на хребте Каратау — авиационная катастрофа, произошедшая 27 декабря 1950 года в горах хребта Каратау в окрестностях города Туркестана с самолётом Ли-2 компании Аэрофлот. В результате катастрофы погибли 8 человек, все находившиеся на борту.

## Самолёт
Ли-2 с бортовым номером СССР-Л4003 (заводской — 1843406) 3-го учебно-тренировочного отряда Узбекского территориального управления гражданского воздушного флота был выпущен 7 июля 1942 года и на момент катастрофы имел 7072 часа налёта.

## Экипаж
Экипаж самолёта в данном полёте имел следующий состав:
- командир (КК) Н. В. Бочаров
- второй пилот А. Ф. Мусатов
- штурман И. Ф. Сидоренко
- бортмеханик С. В. Раковский
- бортрадист А. И. Сохраненко
- штурманы аэрофотосъемки:
  - П. С. Козырев
  - А. Н. Бункин
  - В. С. Иванов

## Обстоятельства
Самолёт выполнял учебно-тренировочный полёт по маршруту Ташкент — Чарджоу — Ургенч — Нукус — Джусалы — Туркестан — Ташкент с посадками в Нукусе, Джусалах и Ташкенте, в ходе которого проводилась тренировка штурманов аэрофотосъёмки. В 05:50 мск Ли-2 вылетел из Ташкентского аэропорта и после выполнения большей части маршрута в 14:50 приземлился в аэропорту Джусалы. Затем в 15:52 экипаж вылетел из данного аэропорта и направился к Ташкенту через Туркестан.
На трассе полёта небо покрывали слоисто-кучевые облака высотой от 600 до 1000 метров и в которых наблюдалось обледенение, а видимость составляла от 4 до 10 километров. В 15:58 командир экипажа запросил у диспетчера аэропорта Джусалы разрешение вместо назначенного эшелона полёта 2400 метров занять эшелон 1800 метров и перейти на связь с диспетчером аэропорта Ташкент, на что получил согласие. Затем в 16:25 с самолёта запросили свой пеленг, на что им передали — 117°, тогда как назначенный был 120°. В 16:27 экипаж доложил о пролёте Кзыл-Орды. В 17:10 командир перешёл на связь с диспетчером аэропорта Туркестан и попросил включить средства навигации. Это был последний сеанс связи с бортом. После этого экипаж уже в эфир не выходил и на вызовы не отвечал.
На следующий день обгоревшие обломки Ли-2 были обнаружены на склоне горы Мынжилги (высота 2176 метров) хребта Каратау на высоте около 2050 метров и на 126 метров ниже вершины в 72 километрах северо-восточнее Туркестанского аэропорта. Все 8 человек, находившиеся на борту, погибли.

## Причины
Выводы: Экипаж самолёта пассивным способом совершал полёт, не используя в полной мере имеющиеся средства навигации на маршруте, не учитывая имеющийся снос самолёта влево от заданной линии пути. В результате самолёт отклонился от маршрута на 72 километра. Дежурный синоптик в прогнозе погоды неправильно указал данные о ветре по высотам. Скорость ветра превышала прогнозируемую в 3 раза, что вызывало снос самолёта на около 25° вместо расчетных 7—9°.
Сопутствующие факторы: Командир уто не обеспечил предполетную подготовку экипажа и допустил к полёту сборный неслётанный экипаж, второй пилот не имел допуска к полётам на Ли-2, проверок квалификации штурмана и бортрадиста не проводилась более года. Халатное отношение к руководству полетом со стороны диспетчера аэропорта Ташкент — не принято своевременных мер к контролю за полётом. Диспетчер аэропорта Джусалы поздно сообщил о вылете в аэропорт Туркестан. Диспетчер аэропорта Туркестан задержал включение привода и светового маяка на 14 минут вследствие своей нераспорядительности. В аэропорту Джусалы бланк погоды был вручен штурману, а не КК. КК лично не был подготовлен к полёту и не знал метеообстановки по трассе.
— 